# Крикун Вячеслав Віталійович
Крикун Вячеслав Віталійович (1975 р.н., м. Харків, Україна) — доктор юридичних наук, професор, проректор Одеського державного університету внутрішніх справ.

## Життєпис
Народився у 1975 році в м. Харкові, Україна.

### Здобуття вищої освіти
У 1997 році закінчив Харківський державний технічний університет будівництва та архітектури («Менеджмент у виробничій сфері», інженер-менеджер, економіст).
У 2003 році – Харківський державний педагогічний університет імені Г.С. Сковороди («Правознавство»).
У 2005 році – магістратуру Національного університету внутрішніх справ  («Фінанси»).

### Служба в органах внутрішніх справ
Службу в органах внутрішніх справ розпочав у 1999 році на посаді оперуповноваженого карного розшуку УМВС України на Південній залізниці.
Протягом 1999 – 2003 років проходив службу в органах внутрішніх справ на посадах середнього та начальницького складу (ДСБЕЗ та карного розшуку).
З 2003 до 2008 року працював у підрозділах внутрішньої безпеки МВС України.
З 2008 року до 2015 року проходив службу в органах внутрішніх справ на посадах начальницького складу Харківського національного університету внутрішніх справ.
З грудня 2015 до травня 2019 року працював завідувачем відділення заочного навчання, а згодом заступником декана факультету № 6 Харківського національного університету внутрішніх справ..
Протягом 2019-2020 років – заступник начальника Головного управління Національної поліції в Харківській області.
З листопада 2020 до листопада 2021 року обіймав посаду помічника ректора Харківського національного університету внутрішніх справ..
26 листопада 2021 року по липень 2024 р. обіймав посаду проректора Одеського державного університету внутрішніх справ.

## Наукова діяльність
- Наукометричний профіль В. В. Крикуна в ORCID
- Бібліометричний профіль В. В. Крикуна в Google Scholar
- Бібліометричний профіль В. В. Крикуна в Web of Science ResearcherID
- Бібліометричний профіль В. В. Крикуна в Scopus
- Одеський державний університет внутрішніх справ
- Electronic Odesa State University of Internal Affairs Institutional Repository